# Tout (bài hát)
"Tout" (tạm dịch từ tiếng Pháp: "Tất cả") là đĩa đơn đầu tiên trích từ album phòng thu thứ ba Pure (1996) của nữ ca sĩ người Bỉ-Canada Lara Fabian. Ca khúc được phát hành thành đĩa đơn chính thức tại Pháp vào tháng 5 năm 1997. Được đồng sáng tác bởi chính Fabian và nhà sản xuất Rick Allison, đây là đĩa đơn đầu tiên của cô gặt hát được thành công thương mại khi đạt đến vị trí thứ 4 trên bảng xếp hạng của Pháp và vị trí á quân trên bảng xếp hạng của vùng Wallonie của Bỉ, từ đó mở đường cho thành công sau này của cô trên thị trường Pháp. "Tout" cũng là đĩa đơn đầu tiên của Fabian góp mặt trong danh sách 100 đĩa đơn bán chạy nhất thập niên 1990 tại Pháp.

## Sáng tác và thu âm
"Tout" do Fabian viết lời và Allison sáng tác phần nhạc. Bài hát là một bản ballad được viết ở giọng Rê giáng trưởng, sử dụng nhịp 4
4 với tốc độ khoảng 123–124 nhịp trên phút. Trong một bài phỏng vấn vào năm 2018, Fabian cho biết cô mất đến 6 tháng để hoàn thiện lời cho ca khúc. Các nhạc cụ được sử dụng trong bài hát bao gồm piano, synthesizer, trống và guitar. Nghệ sĩ Pierre Dumont Gauthier là người chơi guitar và cũng là người biểu diễn đoạn đơn tấu guitar trong ca khúc. Ngoài việc sáng tác nhạc, Allison cũng kiêm nhiệm công tác sản xuất và chơi piano trong "Tout".

## Diễn biến thương mại
Fabian thừa nhận rằng "Tout" "là thành công lớn đầu tiên của tôi tại Pháp". Ca khúc ra mắt ở vị trí thứ 8 trong tuần 21 tháng 6 năm 1997 trên bảng xếp hạng đĩa đơn của SNEP. Sau 7 tuần, ca khúc đạt đến vị trí thứ 4, vị trí cao nhất trên bảng xếp hạng. "Tout" trải qua tổng cộng 18 tuần liên tiếp trong top 10 của bảng xếp hạng, trở thành đĩa đơn đầu tiên của Fabian lọt vào top 10 tại Pháp và cũng là đĩa đơn có vị trí xếp hạng cao nhất trong sự nghiệp của cô ở quốc gia này. Tại quê nhà ở vùng Wallonia, Bỉ, bài hát ra mắt ở vị trí thứ 27 trên bảng xếp hạng trong tuần 2 tháng 8 năm 1997. Trong tuần 4 tháng 10, ca khúc đạt đến vị trí á quân của bảng xếp hạng và duy trì vị trí này trong 3 tuần kế tiếp. "Tout" hiện diện trong top 10 của vùng Wallonia trong 15 tuần và trên toàn bộ bảng xếp hạng trong 30 tuần, qua đó cũng trở thành đĩa đơn đầu tiên của Fabian thành công tại thị trường quê nhà. Ca khúc nhận được chứng nhận Bạch kim từ BEA cho doanh số tiêu thụ đạt 50.000 bản tại Bỉ. Tại Pháp, kết thúc thập niên 90, "Tout" nằm trong danh sách đĩa đơn bán chạy nhất của thập niên ở vị trí thứ 41 với doanh số ghi nhận được là 566.000 bản.

## Biểu diễn trực tiếp
—Fabian trả lời về việc không muốn biểu diễn "Tout" trong bài phỏng vấn với Le Journal de Québec.
Trong suốt giai đoạn từ năm 1997 đến khoảng năm 2006, Fabian liên tục biểu diễn trực tiếp "Tout" trong các chuyến lưu diễn của mình. Một số màn trình diễn tiêu biểu có thể kể đến như màn biểu diễn ra mắt bài hát trong chương trình "Les beaux matins" trên kênh France 2 vào ngày 27 tháng 6 năm 1997, màn biểu diễn trực tiếp trong chương trình "Que la musique commence" vào ngày 2 tháng 12 cùng năm, cũng như các phần biểu diễn được ghi âm lại trong các album trực tiếp Live 1999, Live 2002, En Toute Intimité và Un regard 9 Live. Kể từ sau chuyến lưu diễn của album 9 khởi động vào năm 2005, Fabian không còn tiếp tục biểu diễn trực tiếp bài hát. Vào năm 2018, cô cho biết lý do về việc không muốn tiếp tục biểu diễn "Tout" trong các chuyến lưu diễn là vì "... đó là một bài hát mà việc kết nối cảm xúc với nó trở nên ngày một khó khăn ở thời điểm này".

## Danh sách bài hát
- Đĩa đơn chính thức tại Pháp, nhãn hiệu Polydor (1997)[17]

1. "Tout" (bản hiệu chỉnh gửi đến các đài phát thanh) – 3:47
2. "Les Amoureux De L'An 2000" – 4:52

- Đĩa đơn quảng bá tại Canada, nhãn hiệu Arpège Musique (1996)[18]

1. "Tout" – 4:15

## Những người thực hiện
Thông tin lấy từ ghi chú trên bìa đĩa đơn và bìa album Pure.
| "Tout" (phiên bản trong album) - Lara Fabian – soạn lời, hát chính - Rick Allison – soạn nhạc, sản xuất, cải biên, piano, lập trình - Dave Pickell – synthesizer - Benoît Clément – trống - Pierre Dumont Gauthier – guitar, đơn tấu guitar | Đĩa đơn - Patrice Massé – ảnh bìa |

## Xếp hạng và chứng nhận
| Bảng xếp hạng (1997–98)   | Vị trí cao nhất |
| ------------------------- | --------------- |
| Bỉ (Ultratop 50 Wallonia) | 2               |
| Pháp (SNEP)               | 4               |

| Bảng xếp hạng (1997)   | Vị trí |
| ---------------------- | ------ |
| Bỉ (Ultratop Wallonia) | 6      |
| Pháp (SNEP)            | 9      |

| Bảng xếp hạng (1995–2020)       | Vị trí |
| ------------------------------- | ------ |
| Bỉ (Ultratop Top 1000 Wallonia) | 118    |

| Quốc gia                                                                           | Chứng nhận | Số đơn vị/doanh số chứng nhận |
| ---------------------------------------------------------------------------------- | ---------- | ----------------------------- |
| Bỉ (BEA)                                                                           | Bạch kim   | 50.000*                       |
| Pháp (SNEP)                                                                        | —          | 566.000                       |
| * Chứng nhận dựa theo doanh số tiêu thụ. ^ Chứng nhận dựa theo doanh số nhập hàng. |            |                               |